# Giải vô địch bóng đá U-20 Đông Nam Á 2005
Giải vô địch bóng đá U-20 Đông Nam Á 2005 (AFF U-20 YOUTH CHAMPIONSHIP 2005) do Liên đoàn bóng đá Đông Nam Á tổ chức tại Palembang, Indonesia, diễn ra từ ngày 5 tháng 8 đến ngày 19 tháng 8 năm 2005. Tất cả các trận đấu diễn ra ở sân vận động Jakabaring, Palembang, Indonesia.

## Vòng bảng
|  | Đội bóng đi tiếp vào vòng trong |  | Đội bóng bị loại ở vòng bảng |

Tất cả thời gian là giờ địa phương tại nơi diễn ra trận đấu.

### °Bảng A
| Đội tuyển | số trận | thắng | hoà | thua | bàn thắng | bàn thua | điểm |
| --------- | ------- | ----- | --- | ---- | --------- | -------- | ---- |
| Myanmar   | 4       | 3     | 0   | 1    | 9         | 5        | 9    |
| Malaysia  | 4       | 2     | 1   | 1    | 19        | 6        | 7    |
| Indonesia | 4       | 2     | 1   | 1    | 13        | 8        | 7    |
| Thái Lan  | 4       | 2     | 0   | 2    | 13        | 6        | 6    |
| Brunei    | 4       | 0     | 0   | 4    | 1         | 30       | 0    |

| Indonesia | 1 – 2 | Thái Lan |
| --------- | ----- | -------- |
|           |       |          |

| Brunei | 0 – 3 | Myanmar |
| ------ | ----- | ------- |
|        |       |         |

| Indonesia | 5 – 0 | Brunei |
| --------- | ----- | ------ |
|           |       |        |

| Malaysia | 3 – 1 | Thái Lan |
| -------- | ----- | -------- |
|          |       |          |

| Thái Lan | 0 – 1 | Myanmar |
| -------- | ----- | ------- |
|          |       |         |

| Malaysia | 3 – 3 | Indonesia |
| -------- | ----- | --------- |
|          |       |           |

| Brunei | 1 – 10 | Thái Lan |
| ------ | ------ | -------- |
|        |        |          |

| Myanmar | 2 – 1 | Malaysia |
| ------- | ----- | -------- |
|         |       |          |

| Malaysia | 12 – 0 | Brunei |
| -------- | ------ | ------ |
|          |        |        |

| Indonesia | 4 – 3 | Myanmar |
| --------- | ----- | ------- |
|           |       |         |

### Bảng B
| Đội tuyển  | số trận | thắng | hoà | thua | bàn thắng | bàn thua | điểm |
| ---------- | ------- | ----- | --- | ---- | --------- | -------- | ---- |
| Lào        | 4       | 3     | 1   | 0    | 8         | 1        | 10   |
| Việt Nam   | 4       | 2     | 2   | 0    | 11        | 3        | 8    |
| Singapore  | 4       | 2     | 1   | 1    | 5         | 3        | 7    |
| Đông Timor | 4       | 0     | 1   | 3    | 5         | 15       | 1    |
| Maldives   | 4       | 0     | 1   | 3    | 3         | 10       | 1    |

| Việt Nam      | 1 – 1    | Lào |
| ------------- | -------- | --- |
| Ngọc Điểu 72' | Chi tiết |     |

| Maldives | 2 – 2 | Đông Timor |
| -------- | ----- | ---------- |
|          |       |            |

| Lào | 2 – 0 | Maldives |
| --- | ----- | -------- |
|     |       |          |

| Singapore | 0 – 0 | Việt Nam |
| --------- | ----- | -------- |
|           |       |          |

| Việt Nam                                                                | 6 – 2    | Đông Timor |
| ----------------------------------------------------------------------- | -------- | ---------- |
| Phúc Hiệp 12' · Thái Dương 21' · Ngọc Điểu 84' · Văn Khải 17', 71', 80' | Chi tiết | Soares     |

| Singapore | 0 – 1 | Lào |
| --------- | ----- | --- |
|           |       |     |

| Maldives | 0 – 4    | Việt Nam                                                               |
| -------- | -------- | ---------------------------------------------------------------------- |
|          | Chi tiết | Ngọc Điểu 18' · Quang Tình · Huỳnh Phúc Hiệp 65' · Phan Thanh Hưng 78' |

| Đông Timor | 1 – 3 | Singapore |
| ---------- | ----- | --------- |
|            |       |           |

| Singapore | 2 – 1 | Maldives |
| --------- | ----- | -------- |
|           |       |          |

| Đông Timor | 0 – 4 | Lào |
| ---------- | ----- | --- |
|            |       |     |

## Đấu loại trực tiếp

#### Bán kết
| Myanmar                  | 1 – 1    | Việt Nam       |
| ------------------------ | -------- | -------------- |
| Soe Thiha Aung 49' (pen) | Chi tiết | Thái Dương 40' |
| Loạt sút luân lưu        |          |                |
|                          | 5 – 4    |                |

| Lào | 1 – 2 | Malaysia |
| --- | ----- | -------- |
|     |       |          |

#### Tranh giải Ba
| Việt Nam     | 1 – 4    | Lào                           |
| ------------ | -------- | ----------------------------- |
| Ngọc Anh 84' | Chi tiết | Khensisana 62', 75', 81', 91' |

#### Chung kết
| Myanmar | 1 – 0 | Malaysia |
| ------- | ----- | -------- |
|         |       |          |

|  | Bán kết          | Bán kết  |                  |   | Chung kết | Chung kết |
|  |                  |          |                  |   |           |           |
|  | 16:00,17 tháng 8 |          |                  |   |           |           |
|  |                  |          |                  |   |           |           |
|  | Myanmar (pen)    | 1 (5)    |                  |   |           |           |
|  | Myanmar (pen)    | 1 (5)    | 16:00,19 tháng 8 |   |           |           |
|  | Việt Nam         | 1 (4)    |                  |   |           |           |
|  | Việt Nam         | 1 (4)    | Myanmar          | 1 |           |           |
|  | 19:15,17 tháng 8 |          | Myanmar          | 1 |           |           |
|  |                  | Malaysia | 0                |   |           |           |
|  | Lào              | Malaysia | 0                | 1 |           |           |
|  | Lào              |          |                  | 1 |           |           |
|  | Malaysia         | 2        |                  |   |           |           |
|  | Malaysia         | 2        | Tranh hạng ba    |   |           |           |
|  |                  |          |                  |   |           |           |
|  | 19:00,19 tháng 8 |          |                  |   |           |           |
|  |                  |          |                  |   |           |           |
|  | Việt Nam         | 1        |                  |   |           |           |
|  | Việt Nam         | 1        |                  |   |           |           |
|  | Lào              | 4        |                  |   |           |           |

## Đội vô địch
| Vô địch cúp bóng đá U-20 Đông Nam Á 2005 Myanmar Lần đầu tiên |